# Iñaki Sáez
José Ignacio Sáez Ruiz, cunoscut ca Iñaki Sáez (n. 23 aprilie 1943) este un fotbalist spaniol retras, actual antrenor.
A jucat pentru Athletic Bilbao și trei meciuri pentru Spania.
Din 2002 până în 2004 a antrenat echipa națională a Spaniei, pe care a condus-o la Euro 2004.

## Onoruri

### Club
- Athletic Bilbao
  - Copa del Rey: 1969, 1973